# Teatro do Odéon
O Teatro Nacional do Odéon (em francês: Théâtre national de l'Odéon, chamado oficialmente Odéon-Théâtre de l'Europe desde 1990), ou simplesmente Teatro do Odéon ou Odéon, é um dos seis teatros nacionais da França localizado no 6º arrondissement de Paris na margem esquerda do rio Sena e próximo ao famoso Jardin du Luxembourg. Foi construído entre 1779 e 1782 no jardim do antigo Hôtel de Condé a fim de abrigar o Comédie-Française, que preferiu se instalar no Palais Royal no 1º arrondissement. Foi inaugurado a 9 de Abril de 1782 pela rainha Maria Antonieta. A sua morada é 2 rue Corneille.
Ao longo da história foi tendo vários nomes:
- Théâtre-Français du Faubourg Saint-Germain (1782-1789)
- Théâtre de la Nation (1789-1793)
- Théâtre de l'Égalité (1794-1796)
- Théâtre de l'Impératrice et Reine (1808-1818)
- Second Théâtre-Français (1819-1990)